# Aztag
Aztag (in armeno Ազդակ?) è un quotidiano libanese in lingua armena fondato a Beirut nel 1927.
È l'organo di stampa ufficiale della Federazione Rivoluzionaria Armena in Libano.

## Storia
Il primo numero uscì il 5 marzo 1927.